# アラフトス川
アラフトス川（ギリシア語: Άραχθος, Arachthos）は、ギリシャのイピロス東部の川。全長110キロメートル、流域面積2,209平方キロメートル。バトザ村近くのディポタモス川との合流点から上流は、メツォヴィティコス川と呼ばれる。
ヨアニナ県メトソヴォ近くのピンドス山地に源を発し、アタマニカ山地とクセロヴニ山地の谷あいを南へ流れる。ギリシャ最大の石造1アーチ橋であるプラカ橋を通過してアルタ県に入ると、アルタの水防とイピロス地方への水供給の目的でつくられたおよそ18平方キロメートルの貯水池、プルナリ湖に至る。この湖の近くにペタの町がある。アフラトス川沿いで最大の街であるアルタは、ダムの8キロメートル下流に位置する。アフラトス川にかかるアルタ橋は、街のランドマークになっている。その後はアルタの南の低地を流れ、アルタの16キロメートル南東のコンメノ近くでアンヴラキコス湾にそそぐ。